# Kobylin (Varmie-Mazurie)
Pour les articles homonymes, voir Kobylin (homonymie).
Kobylin est un village polonais de la gmina de Prostki, dans le powiat d'Ełk, voïvodie de Varmie-Mazurie, au nord-est du pays.
Il est situé à environ 14 km au sud d'Ełk et à 125 km à l'est de la capitale régionale Olsztyn.